# WWW的发音
WWW（或www）是万维网（World Wide Web）之缩写。
在英语中，WWW可能是音节最长的三字母缩写词，需要6至9个音节，而12个字母的“World Wide Web”有三个明显音节。英国作家道格拉斯·亚当斯曾开玩笑说：
The World Wide Web is the only thing I know of whose shortened form takes three times longer to say than what it's short for.

就我所知World Wide Web是唯一一个缩写形式说出来比原形要长三倍的东西。

 — 道格拉斯·亚当斯， 星期日独立报，1999年
在很多将W以从“双V”翻译来的名称命名的语言中，每个w都被替换为v，故www简化为vvv。另一种情况是将w-w-w称作3W。例如：
- 在中國大陸的現代標準漢語中稱作 "三w"
- 中華民國國語中以英文發音念成 "triple double u" (triple w)
- 塞尔维亚语：“ве-ве-ве”（读作ve-ve-ve）。另一种常见读法是没有元音的в-в-в（v-v-v）。另有一种正确但不常用的叫法是“duplove-duplove-duplove”。
- 法语：“double vé, double vé, double vé”
- 捷克语：“vé, vé, vé”，字面意思是vvv。格式上正确但少见的形式有12个音节：dvojité vé, dvojité vé, dvojité vé
- 爱沙尼亚语：常用“vee vee vee”。另有相对少见的形式“kaksisvee kaksisvee kaksisvee”
- 芬兰语：“kaksoisvee, kaksoisvee, kaksoisvee”，但常用“ve, ve, ve”（见下文）
- 匈牙利语：“tripladuplavé”或“vé, vé, vé”
- 意大利语：“doppia vu, doppia vu, doppia vu”；简短形式“vu vu vu”尽管实际上并不正确（意为“vvv”），但较受欢迎
- 冰岛语：“tvöfalt vaff, tvöfalt vaff, tvöfalt vaff”或“vaff, vaff, vaff”
- 葡萄牙语：“dablio, dablio, dablio”
- 巴西葡萄牙语：“dáblio, dáblio, dáblio”
- 西班牙语：“doble u, doble u, doble u”、“doble ve, doble ve, doble ve”、“uve doble, uve doble, uve doble”、“triple doble u”、“triple doble ve”或“triple uve doble”
- 马其顿语：“ве-ве-ве”（读作ve-ve-ve）
- 俄语：“вэ-вэ-вэ” （读作ve-ve-ve）。列宁格勒乐队的歌曲《WWW》中可听到 （页面存档备份，存于）；实际上正式发音是“тройное дабл-ю”（“triple double-u”）
- 乌克兰语：“дабл ю, дабл ю, дабл ю”（读作“double u, double u, double u”），与“ве, ве, ве”（ve-ve-ve）和“потрійне дабл ю”（正式读法）并存
- 土耳其语：“dabıl yu, dabıl yu, dabıl yu”、“çift ve, çift ve, çift ve”或“ve ve ve”

在爱沙尼亚语、芬兰语、挪威语、瑞典语、丹麦语等语言中，通常使用“ve”代替“dobbelt-ve”因此“www”成了“ve, ve, ve”；罗马尼亚语、塞尔维亚语等语言亦如此。丹麦语通常称为“tre gange dobbelt-ve”（“三个双u”）。
德语、荷兰语、阿非利加语、波兰语和其他语言不存在此类问题，因为这些语言中的字母W已经演变为单音节字母。
- 威尔士语中的标准发音是“w-driphlyg”（“三w”）。威尔士语中w是元音，读作“oo”，因此acronym's name长度只有三个音节。

大部分法语使用者偏好读作“trois doubles-vés”的“3w”形式（法语国家的大部分电视电台广告使用此形式），或相对少见的“triple double-vé”
西班牙语中，“3w”可以是“uve doble uve doble uve doble”、“tres uve dobles”、“triple uve doble”、“triple doble u”、“doble u, doble u, doble u”、“ve doble, ve doble, ve doble”（见于拉美）、“doble ve, doble ve, doble ve”（见于阿根廷），或“tres uve(s) dobles”（见于西班牙）。 
意大利语通常缩为“vu, vu, vu”。